# Arctosa albida
Arctosa albida este o specie de păianjeni din genul Arctosa, familia Lycosidae. A fost descrisă pentru prima dată de Simon, 1898. Conform Catalogue of Life specia Arctosa albida nu are subspecii cunoscute.